# Desmacidon
Desmacidon is een geslacht van sponsdieren uit de klasse van de Demospongiae (gewone sponzen).

## Soorten
- Desmacidon adriaticum Sarà, 1969
- Desmacidon anceps Schmidt, 1874
- Desmacidon clavatum Lévi, 1969
- Desmacidon fragilis Kieschnick, 1896
- Desmacidon fruticosum (Montagu, 1814)
- Desmacidon mamillatum Bergquist & Fromont, 1988
- Desmacidon minor Dendy, 1916
- Desmacidon nebulosum Boury-Esnault & van Beveren, 1982
- Desmacidon nodosum Kieschnick, 1896
- Desmacidon ternatense Kieschnick, 1896